# Арибо (маркграф Восточной марки)

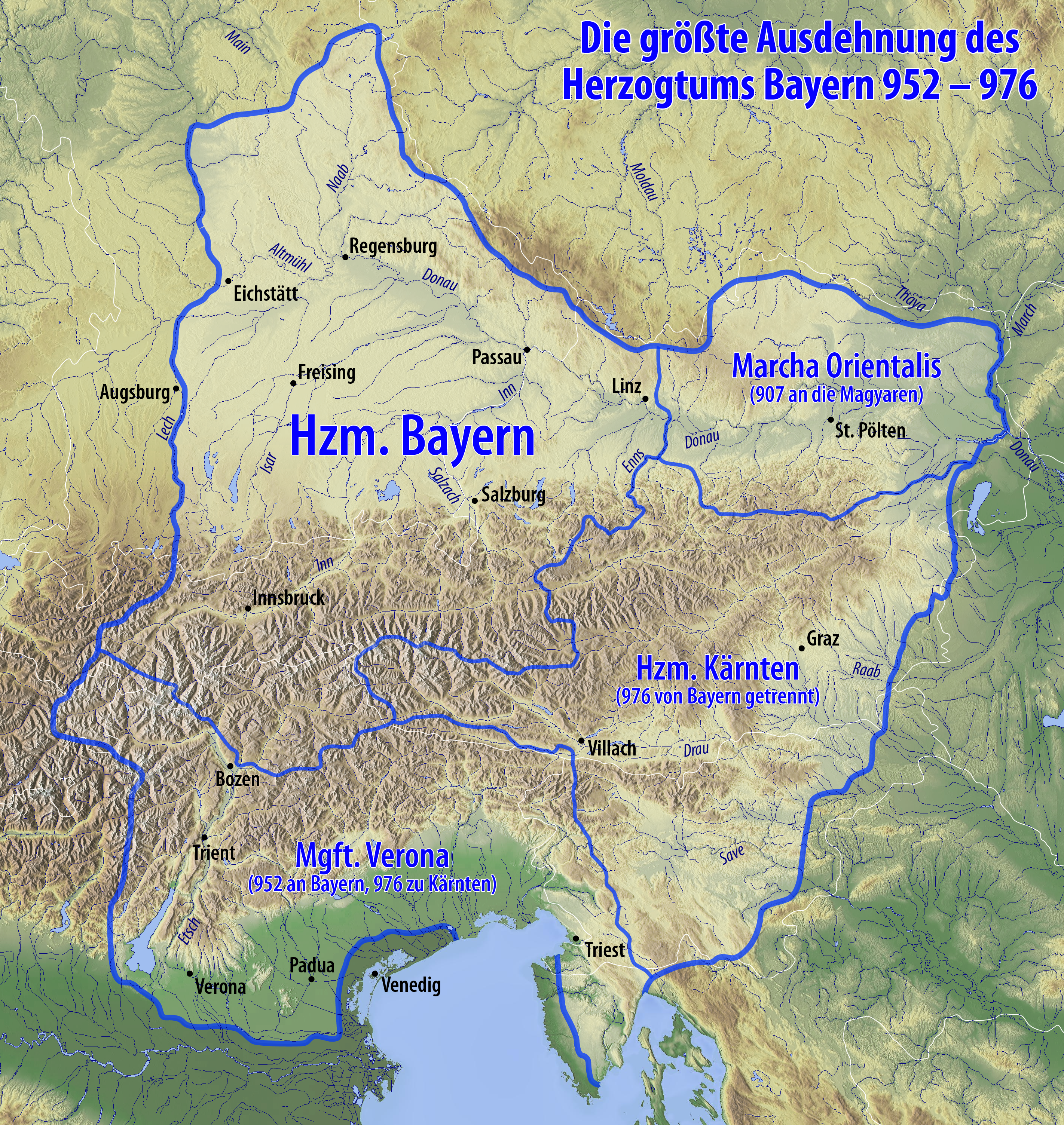
Восточная марка (Marcha orientalis)

Арибо I (нем. Aribo I.; ок. 850 — ок. 909) — граф в Траунгау, маркграф Восточной марки с 871 года. Считается родоначальником Арибонидов.
В 871 году в битве с моравами погибли графы братья Вильгельм II и Энгельшалк I. У них остались сыновья, но тем не менее их преемником восточно-франкский король Людовик II Немецкий назначил Арибо I. Вероятно, тот был каким-то родственником вышеупомянутых братьев (возможно, мужем сестры).
В 882 году сыновья Вильгельма II и Энгельшалка I подняли восстании, намереваясь вернуть отцовские владения. Они заручились поддержкой Арнульфа Каринтийского. Началась Вильгельминская война.
Маркграфа Арибо I поддержал князь Великой Моравии Святополк I. Позднее на его сторону стал и король Карл III Толстый. В результате Арибо I в 884 году одержал победу.
Арнульф Каринтийский, став королём, в 893 году вернул Энгельшалку II (сыну Вильгельма II) часть родовых владений, отобрав их у Арибо.
Имя жены Арибо I не известно. Согласно Europäische Stammtafeln, она могла быть сестрой архиепископа Зальцбурга Пильгрима I.
Документально подтверждён один сын Арибо I — Изанрих. Он был женат, но о жене и детях информация отсутствует.
Потомком маркграфа Арибо I считается Хадалох, граф в Изенгау, чей сын Арибо I (ум. 1000) стал в 985 году пфальцграфом Баварии.